# RAMDAC
Un Random Access Memory Digital-to-Analog Converter (RAMDAC) o «Convertidor Digital-a-Analógico de Memoria de Acceso Aleatorio» es el encargado de transformar las señales digitales con las que trabaja la computadora en una salida analógica que pueda ser interpretada por el monitor.
Está compuesto de tres Conversores Digital-Analógico (DAC) rápidos, con una pequeña “memoria estática de acceso aleatorio” (SRAM, Static Random Access Memory) usada en adaptadores gráficos para almacenar la paleta de colores y generar una señal analógica (generalmente una amplitud de voltaje) para posteriormente mostrarla en un monitor en color. El número de color lógico de la memoria de pantalla es puesto en las direcciones de entrada de la SRAM para seleccionar un valor de la paleta que aparece en la salida de la SRAM. Este valor se descompone en tres valores separados que corresponden a los tres componentes (rojo, verde, azul) del color físico deseado. Cada componente del valor alimenta a un DAC separado, cuya salida analógica va al monitor, y en última instancia a uno de sus tres cañones de electrones (o sus equivalente en las pantallas sin tubo de rayos catódicos).
La longitud de una palabra en el DAC oscila generalmente en un rango de 6 a 10 bits. La longitud de la palabra de la SRAM es tres veces el de la palabra del DAC. La SRAM actúa como una tabla de búsqueda de color (Color LookUp Table o CLUT). Tiene generalmente 256 entradas (lo que nos da una dirección de 8 bits). Si la palabra del DAC es también de 8 bits, tenemos 256 x 24 bits de la SRAM lo que nos permite seleccionar entre 256 a 16.777.216 colores posibles para la pantalla. El contenido de la SRAM puede cambiar mientras que la pantalla no está activa (durante los tiempos de blanqueo de la pantalla).
La SRAM puede usualmente ser puenteada y cargar los DAC directamente con los datos de pantalla, para los modos de color verdadero. De hecho, este es el modo habitual de operar del RAMDAC desde mediados de los años 1990, por lo que la paleta programable se conserva como una prestación heredada para asegurar la compatibilidad con el viejo software. En la mayoría de placas de video modernas, puede programarse el RAMDAC con altas frecuencias de reloj en modos de color verdadero, durante los cuales no se usa la SRAM.

## Historia
El término “RAMDAC” no se comenzó a utilizar en la jerga de las PC hasta que IBM introdujo Video Graphics Array (VGA) en 1987. La tarjeta gráfica IBM VGA utilizaba el INMOS G171 RAMDAC. Este era un chip separado, que ofrecía 256 colores simultáneos en pantalla (CLUT de 8 bits) de una paleta de 262.144 colores posibles, y soportaba ratios de hasta 30 MPixel/segundo.
Los fabricantes de PC compatibles copiaron el hardware de la IBM VGA, y con ello también copiaron el INMOS VGA RAMDAC. Los avances en la fabricación de semiconductores y el aumento de potencia en las PC permitieron a los RAMDAC añadir operaciones de “color directo”, que es un modo de operación que permite que el controlador Super Video Graphics Array (SVGA) pase directamente los valores de color de cada píxel a las entradas de los DAC, saltando el paso por la SRAM. Otra innovación fue el CEGDAC de Edsun, que presentaba anti-alias por hardware para las operaciones de dibujo vectorial de líneas.
A principios de los años 1990, la industria de los chips para las PC había avanzado hasta el punto de que el RAMDAC se integraba en el chip controlador SVGA, reduciendo el número de chips auxiliares y abaratando el coste de las tarjetas SVGA. Esto trajo la desaparición del mercado de RAMDAC independientes para VGA. Hoy, todavía se fabrican esos RAMDAC para mercados nicho, consecuentemente en cantidades limitadas.
En las PC modernas, los RAMDAC VGA están integrados en los chips de vídeo, que a su vez pueden ir montadon en tarjetas de expansión o directamente en las placas base de las PC, como chips independientes o formando parte del chipset de la placa (como ocurre con numerosos chipsets de Intel o NVIDIA), incluso de la propia CPU (un chip de Cyrix).
El propósito original del RAMDAC, proporcionar unos modos gráficos basados en CLUT, se utiliza raramente hoy en día, habiendo sido sustituido por los modos true color. A medida que ganan popularidad y prestaciones las pantallas TFT, LCD y otras tecnologías de pantallas digitales, más obsoleta se vuelve la parte DAC de los RAMDAC.
- Datos: Q692164
- Multimedia: RAMDAC / Q692164